# Olsen-banden på sporet
Olsen-banden på sporet är en dansk komedifilm i regi av Erik Balling. Filmen hade premiär 26 september 1975 och är den sjunde filmen i filmserien om Olsen-banden.

## Handling
Egon, Benny och Kjeld med familj har rest till Mallorca med pengar från en äldre kupp. Men drömlivet på Mallorca slutar dock abrupt när ett gäng danska skurkar stjäl pengarna.
När Egon kommer ut ur fängelset har han en plan på hur han ska hämnas och få tillbaka bytet. Tillsammans med sina kumpaner Benny och Kjeld stjäl de en pansarvagn som de ska frakta pengarna med. Den geniala planen orsakar även en röra på den danska järnvägen.

## Om filmen
Olsenbanden och Dynamit-Harry på spåret från 1977 är en norsk version av denna film.

## Rollista (i urval)
- Ove Sprogøe - Egon Olsen
- Morten Grunwald - Benny Frandsen
- Poul Bundgaard - Kjeld Jensen
- Kirsten Walther - Yvonne
- Jes Holtsø - Børge
- Axel Strøbye - kriminalassistent Jensen
- Ole Ernst - kriminalassistent Holm
- Helge Kjærulff-Schmidt - Brodersen
- Paul Hagen - Godfredtsen
- Ove Verner Hansen - Bøffen
- Poul Reichhardt - polischef
- Erni Arneson - sekreterare
- Finn Storgaard
- Kirsten Hansen-Møller[3]